# جوزپ پلا
جوزپ پلا ای کاسادِوال (به اسپانیایی: Josep Pla i Casadevall); (تلفظ کاتالان: [ʒuˈzɛp ˈpla]؛ ۸ مارس ۱۸۹۷، پالافروخی، استان خیرونا، کاتالونیا، اسپانیا - ۲۳ آوریل ۱۹۸۱، لوفریو، خیرونا، کاتالونیا اسپانیا) یک روزنامه‌نگار و نویسنده محبوب اهل اسپانیا بود. وی به عنوان روزنامه‌نگار در فرانسه، ایتالیا، انگلیس، آلمان و روسیه کار کرد و از آنجا به نوشتن رویدادنامه‌های سیاسی و فرهنگی به زبان کاتالان و اسپانیایی پرداخت.